# Prisco (gladiador)
Vero e Prisco foram dois escravos da Antiga Roma que se converteram em gladiadores famosos durante os reinados de Vespasiano e Tito, até finais do século I. O combate que ambos mantiveram foi o momento culminante do dia de abertura dos Jogos inaugurais do Coliseu, com os quais foi aberto o Anfiteatro Flávio (mais tarde conhecido como Coliseu) no ano 80.
O combate foi registado num poema laudatório de Marco Valério Marcial, e constitui a única descrição pormenorizada de um combate de gladiadores que chegou até aos nossos dias. Ambos os gladiadores foram declarados vencedores do combate, e ambos foram premiados pelo imperador com a liberdade, um final único na história de Roma.

## Texto de Marcial
Marcial, De Spectaculis, XXIX:
| Enquanto Prisco e Vero alongavam o confronto E por longo tempo a luta foi igual de ambos os lados, Altos e repetidos gritos reclamavam a liberdade para os homens; Mas César seguiu a sua própria lei; — Era a lei de lutar com o escudo até que um dedo se levantasse: — Fez o que lhe era permitido, muitas vezes deu comida e presentes. Mas chegou-se ao final com a mesma igualdade: Iguais a lutar, iguais a ceder. César enviou espadas de madeira a ambos e palmas a ambos: Portanto, a coragem e o talento receberam o seu prémio. Isto não aconteceu perante nenhum príncipe salvo tu, César: Quando dois lutaram, ambos foram vitoriosos. | Cum traheret Priscus, traheret certamina Verus, esset et aequalis Mars utriusque diu, missio saepe uiris magno clamore petita est; sed Caesar legi paruit ipse suae; — lex erat, ad digitum posita concurrere parma: — quod licuit, lances donaque saepe dedit. Inuentus tamen est finis discriminis aequi: pugnauere pares, subcubuere pares. Misit utrique rudes et palmas Caesar utrique: hoc pretium uirtus ingeniosa tulit. Contigit hoc nullo nisi te sub principe, Caesar: cum duo pugnarent, uictor uterque fuit. |

## Descrição
Prisco e Vero eram escravos que tinham ascendido na carreira de gladiador. Prisco nasceu escravo na Gália, enquanto Vero nasceu livre, e ficou conhecido principalmente pelo combate com Prisco.
O combate entre Prisco e Vero aconteceu no primeiro dia dos jogos que celebraram a inauguração do Coliseu. Estes jogos ofereciam ao público combates de gladiadores, espetáculos com animais e simulações de batalhas navais. A sua função essencial era contentar o povo e aumentar a popularidade do imperador. Desde os tempos de Júlio César que os combates de gladiadores permitiam controlar o povo de Roma: Satisfaziam a sua sede de ação e canalizavam qualquer frustração que pudesse ter contra o poder.
O relato de Marcial sobre o combate entre Prisco e Vero mostra um resultado inesperado e extremamente raro. Normalmente, os combates entre gladiadores só terminavam quando um combatente elevava um dedo em sinal de derrota. No entanto, existia outro modo de terminar um combate: denominava-se missio a ação segundo a qual um lutador podia ser retirado de combate. Isso não quer dizer que deixasse de ser gladiador, mas que deixava o combate e voltava aos treinos.
A missio ocorria de duas maneiras: A primeira era que um dos participantes se rendia, mas seria indultado. A segunda possibilidade era um empate. O empate podia ser solicitado pelo público ou pelos próprios lutadores, que faziam um gesto mediante o qual cada um entregava a sua espada ao outro oponente. No entanto, os empates eram vistos com desdém.
O combate entre Prisco e Vero teve um final realmente invulgar porque os dois combatentes foram declarados vencedores. Acabou por marcar um inicio triunfante aos jogos inaugurais e deu uma imagem muito positiva de Tito. Mostra, segundo Marcial, a justiça de Tito ao manter a regra da rendição até ao final, e também valoriza justamente a capacidade dos gladiadores.

## Outras fontes
- Bowman, Alan, Peter Garnsey, and Dominic Rathbone.  The Cambridge Ancient History Volume XI:  The High Empire, A.D. 70-192.  2nd ed.  Cambridge University Press, 2000.
- Hornblower, Simon, and Antony Spawforth.  Oxford Classical Dictionary.  3rd ed.  Oxford University Press, 2003.
- Traver, Andrew G.  From Polis to Empire – The Ancient World, c. 800 B.C.-A.D. 500:  A Biographical Dictionary.  1st ed.  Greenwood Press, 2002.